# Yandangornis
Yandangornis es un género extinto de terópodos (posiblemente aviales) del Cretácico tardío. Vivió hace 81,5 millones de años en lo que ahora es territorio de China. La especie tipo,  Y. longicaudus, fue descrita formalmente por Cai y Zhou en 1999. El espécimen holotipo es un esqueleto casi completo, situado en la colección del Museo de Historia Natural de Zhejiang, con número de acceso M1326. El fósil fue descubierto en 1986, cerca de la ciudad de Linhai en la provincia de Zhejiang, China. El género recibió su nombre de las montañas Yandang.

## Descripción
El espécimen es pequeño, aproximadamente del tamaño de Archaeopteryx, con una longitud total alrededor de 58.8 cm, de los cuales 30.5 centímetros son la cola. Se conserva en una posición sentada y visible desde el aspecto ventral. Después de Archaeopteryx,  Yandangornis  fue el segundo género de ave primitiva que se encontró conservando una cola larga y huesuda, y este rasgo fue responsable del nombre específico longicaudus, que en latín significa "cola larga".
El cráneo es aplanado, aproximadamente de 50 mm de largo. Es de complexión ligera y desdentado, con una boca corta y una premaxila robusta que presumiblemente poseía un pico córneo. Estas características son similares a las de Confuciusornis. Las extremidades anteriores, aunque incompletas, son generalmente similares a las del Archaeopteryx. El esternón es grande y sin quilla, pero posee una porción posterior media expandida y gastralia. Las extremidades traseras son largas y robustas, particularmente el fémur y el tibiotarso. El peroné y el tarsometatarso por otro lado, son cortos. El primer dedo pequeño está a un nivel más alto que los otros tres dedos y no posee un hallux invertido. Los dedos de los pies eran largos y delgados, con garras cortas y romas. A diferencia de varios otros aviales y paraves, el segundo dedo no tenía una garra grande y curva.
Yandangornis tenía algunas características que sugieren un modo de vida terrestre, como garras romas en los dedos, un hallux no invertido del primer dedo del pie y piernas fuertes. Este estilo de vida puede haber evolucionado en respuesta a la cola larga y pesada del género, que habría inhibido la capacidad de volar.

## Clasificación
Cai y Zhao colocaron Yandangornis en clados monotípicos: en la familia Yandangithidae y el orden Yandangithiformes en la subclase Sauriurae de la clase Aves. De hecho, consideraron que era un descendiente directo de  Archaeoptyerx , aunque como parte de un linaje de aves terrestres de cola larga distintas de las aves modernas. Sin embargo, Sauriurae (aves de cola larga) generalmente ha sido desacreditado como un grupo inválido parafilético. Aves, por otro lado, actualmente está restringido al último ancestro común de todas las aves vivas y sus descendientes. Como Yandangornis era mucho más primitivo que los miembros de Aves, no se considera un miembro de esa clase utilizando definiciones actuales. Parece que la para la descripción de Yandangornis sería más adecuado el clado actual Avialae, que se define como todos los animales más estrechamente relacionados con las aves modernas (Aves) que con los troodóntidos y dromeosáuridos. Otros aviales de cola larga incluyen Jeholornis y Archaeopteryx.
Zhou y Zhang, 2007, señalaron que las afinidades de Yandangornis no fueron suficientemente estudiadas, y que Yandangornis podría ser un género de terópodos no aviarios. Yandangornis está poco documentado en la literatura, y el género se ha omitido en las revaluaciones recientes de la sistemática de Aviales.